# Quinto palazzo degli uffici ENI
Il Quinto palazzo degli uffici ENI o V Palazzo Uffici è il quinto palazzo costruito in ordine cronologico dal Gruppo ENI a San Donato Milanese la cui costruzione è stata avviata nel 1988 e si è conclusa nel 1991. Il progetto è stato affidato allo Studio Gabetti e Isola con la collaborazione di Guido Dracco.

## Il progetto
Il progetto vince il concorso di idee bandito da ENI stessa nel 1985, che consta di un impianto ad anfiteatro ad altezze diverse con un piccolo lago artificiale al centro. Il colore dell'edificio è sul verde e sul tetto viene vi è la presenza di un giardino. Il complesso si divide in moduli cubici, con 3,6 m per lato, agglomerati a formare dei gradoni. All'esterno si nota subito una maglia di telai in alluminio che ricopre le facciate, permettendo alle piante rampicanti di crescervi sopra e nascondendo il sistema di pluviali che smaltisce l'acqua piovana. Le facciate sono costituite da una doppia parete, che all'interno è in vetro intervallato da solette di cemento armato e all'esterno è in vetro continuo, lasciando un'intercapedine larga 90 cm nella quale crescono le piante.